# Budzisław Stary
Budzisław Stary – wieś w Polsce położona w województwie wielkopolskim, w powiecie kolskim, w gminie Osiek Mały.
Do 2023 miejscowość nazywała się Stary Budzisław.
Do 1954 miejscowość należała i była siedzibą gminy Budzisław, następnie gromady Budzisław Stary do końca 1961 r. W latach 1975–1998 miejscowość administracyjnie należała do województwa konińskiego.

## Demografia
Poniższa demografia posiada dane z 2021
| Opis                                | Ogółem | Ogółem | Kobiety | Kobiety | Mężczyźni | Mężczyźni |
| ----------------------------------- | ------ | ------ | ------- | ------- | --------- | --------- |
| Jednostka                           | osób   | %      | osób    | %       | osób      | %         |
| Populacja                           | 295    | 100    | 147     | 49,83   | 148       | 50,17     |
| Wiek przedprodukcyjny (0–17 lat)    | 65     | 22,03  | 35      | 11,86   | 30        | 10,17     |
| Wiek produkcyjny (18–65 lat)        | 188    | 63,73  | 82      | 27,8    | 106       | 35,93     |
| Wiek poprodukcyjny (powyżej 65 lat) | 42     | 14,24  | 30      | 10,17   | 12        | 4,07      |